# Lobonychium palpiplus
Lobonychium palpiplus is een hooiwagen uit de familie Epedanidae.